# Heath Miller (footballspeler)
Earl Heath Miller junior (Richlands, Virginia, 22 oktober 1982) is een voormalig American-footballspeler. Hij speelde op de zogeheten tight end-positie.

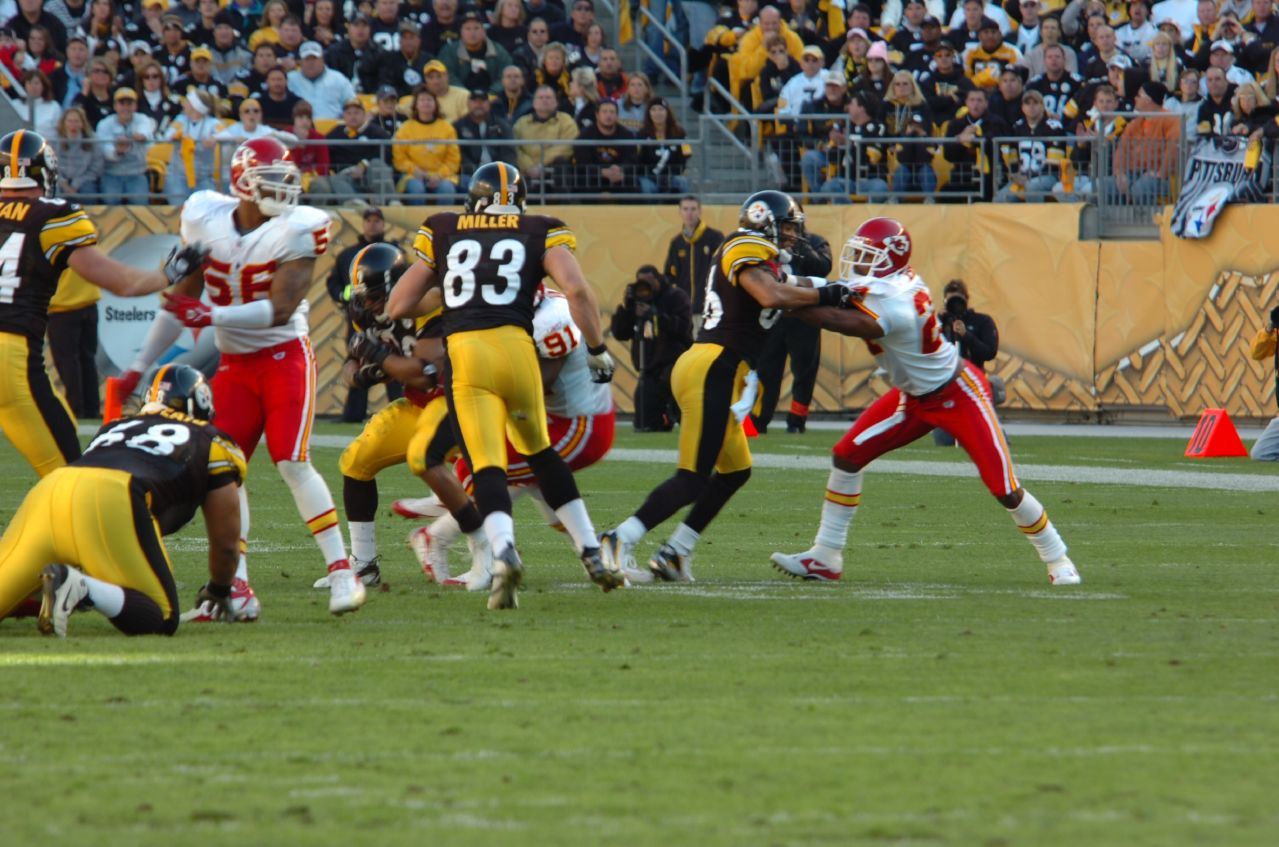
Miller in 2006 (met nummer 83)

## Carrière
Miller begon zijn carrière aan de University of Virginia, waar hij ook sociologie studeerde. Hij begon als quarterback, maar al snel werd hij tight end. In 2005 werd hij gecontracteerd door de Pittsburgh Steelers. Hoogtepunten in zijn loopbaan zijn het winnen van de Super Bowl in 2006 en 2009. In 2016 maakte Miller bekend te stoppen met American football na een carrière van 10 seizoenen bij de Steelers.
Miller maakt een achtergrondverschijning in de film The Dark Knight Rises (2012) van Christopher Nolan.